# ميخائيل ميل
ميخائيل ليونتيفتش ميل (بالروسية: Михаил Миль)‏، (22 نوفمبر/تشرين الثّاني 1909 - 31 يناير/كانون الثّاني 1970) كَانَ مؤسس مصنع مروحيات ميل موسكو المسؤولة عن تصنيع العديد من المروحيات الروسية المشهورة بشكل خاص مروحية ميل-24.

## حياته
ولد ميخائيل في عائلة من الطبقة المتوسطة اليهودية، جدّه كان إقطاعياً صاغ واقتطع من ليبافا(Libava) (اليوم Liepaja) في دولة لاتفيا التي استقرّت في سيبيريا بعد 25 سنة من الخدمة العسكرية.
في عُمرِ 12 عاماً، ميخائيل حصل على الجائزة الأولى في منافسة تصميم أفضل منزلق نموذجي. في عام 1926 دخل المعهدَ التقني السايبيريَ في تومسك. وبما أنه لك يكن يوجد هناك تدريب لمهندسي الطيران، في عام 1928 حوّل إلى القسمِ الديناميكي الهوائيِ، في الكليّة الميكانيكية لمعهدِ دون بولي تيكنيكال في نوفوجيركاسك. تَزوّجَ من زميلته الطالبة معه، بي. جي . رودينكو، في عام 1932 رزق ب 4 بنات تلاهم ولد.

## مهنته
مهنته الناجحة في تساجي بدأت في عام 1931. قاتلَ في الحربِ الوطنية العظيمة في عام 1941 قُرْب يلنيا، لكن في عام 1943، استدعى لمُوَاصَلَة البحث وتطويرِ الطيرانِ العسكريِ.
ربحت اختراعات ميخائيل ميل العديد من الجوائزِ المحلية والدولية ووضعت في المرتبة ال 69 عالمياً.

## وصلات خارجية
- العمل الإبداعي مصنع مروحيات ميل موسكو